# Station La Croix-de-Méan
Station La Croix-de-Méan is een spoorwegstation in de Franse gemeente Saint-Nazaire, departement Loire-Atlantique. Het station is gelegen aan de spoorlijn Tours - Saint-Nazaire.